# وادي مذينب
وادي مذينب أحد أودية منطقة المدينة المنورة.
مصدر وادي مذينب (مذينيب) و(مذنب) من منطقة ذي الجدر وهو نفس مصدر وادي بطحان، وهو شعبة من شعب وادي بطحان حيث يتفرع منه عند شعب العجوز قبل قصر كعب بن الأشرف ويدخل منطقة بني أمية بن زيد وهي منطقة البلدان التالية العهن لآل البرزنجي ومقابلها الضابطة لنايف بن جدوع الشريف، وبجوارها سوالة للشريف شحات بن علي، ثم يخرج من هذه البلدان ويلتقي ببطحان عند منزل حليت بن مسلم حاليًا.